# Брати Карамазови (роман)

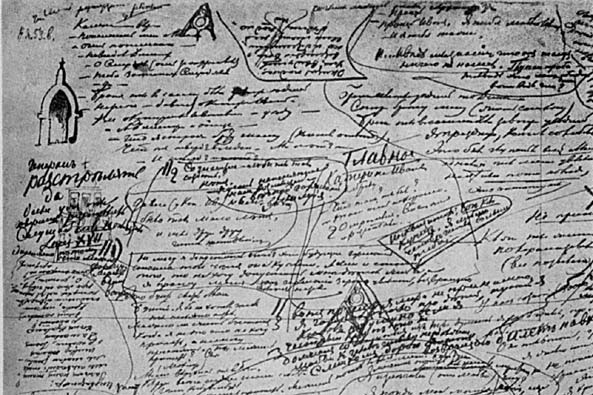
Фрагмент рукопису роману

«Брати Карамазови» — останній роман російського письменника Ф. М. Достоєвського, робота над яким тривала у 1879—1880.
Вперше опублікований у журналі «Русский вестник». Роман став свого роду підсумком філософських та творчих пошуків автора. Достоєвський мав намір зробити «Братів Карамазових» першою книгою великої епічної трилогії «Життя великого грішника», однак помер через чотири місяці після публікації твору.
У романі йдеться про конфлікт між поміщиком Федором Карамазовим і його сином Дмитром, який стає доленосним для них, інших синів, та їхніх близьких.

## Сюжет
У провінційному містечку Скотопригоньєвську в 1870-ті роки збирається родина Карамазових: батько Федір Павлович та його сини — старший Дмитро та середній Іван. Збори відбуваються в скиті старця Зосими, там присутній також послушник Зосими, менший син Карамазова Альоша, багатий поміщик і ліберал Міусєв, семінарист Ракитін та кілька духовних осіб. Запальний Дмитро вважає, що батько винен йому велику суму, хоча очевидних юридичних прав він не має. Батько та син також закохані в одну жінку, Грушеньку. В Федора тут є перевага, він може дати Грушеньці більше грошей. Івана цікавить не так сімейна колотнеча, як пошуки відповіді на питання чи існує в якомусь сенсі безсмертя, і чи існують тоді межі дозволеного. Альоша ж бажає, щоби суперечка вирішилася на благо всієї родини. Старець Зосима дає кожному відповідь, яка натякає на майбутню долю. Федір Павлович вчиняє скандал і ганить ченців. Старець благословляє Альошу Карамазова бути поруч із братами. Наслідуючи настанову старця, Альоша прямує до батька і зустрічає брата Дмитра.
В той час Дмитро ховається в сусідній садибі, щоб затримати Грушеньку, якщо вона вирішить вийти за Федора. Дмитро зізнається Альоші, що впав у розпусту, але йому соромно і тепер він відчуває зв'язок із Богом. Потім Дмитро розповідає про свої стосунки з Катериною Іванівною, благородною дівчиною, чийого батька він колись урятував від ганьби та суду, позичивши грошей. Тепер Дмитро та Катерина заручені, Дмитро кохає її, але картає себе за те, що наречена вважає його кращою людиною, ніж він є насправді. Попри те він не хоче допустити, щоб Грушенька вийшла за його старого хтивого батька. Дмитро обіцяє вбити батька, якщо Грушенька вирішить бути з ним.
Згодом Дмитро з'являється в батьковому будинку, де Федір пиячить з Іваном, розважаючись роздумами лакея Смердякова, можливого позашлюбного сина Федора. Дмитро б'є батька, думаючи, що Грушенька погодилась на шлюб, але зрозумівши, що помилився, тікає. Але Грушенька та Катерина сваряться на підставі розмови про свою пристойність.
Наступного дня Альоша, переночувавши в монастирі, відвідує батька, що скаржиться на синів і твердо намірений одружитися з Грушенькою. Дорогою з будинку Альоша хоче врятувати хлопчика від хуліганів, але той кидає в нього каміння, а потім кусає за палець. Цей хлопчик — син штабскапітана Снєгірьова, нещодавно побитого Дмитром через стосунок до наміру Федора підкупити Грушеньку. Пізніше Альоша має розмову з Катериною, в якій каже, що Катерина хоче заміж за Дмитра, щоб на контрасті з ним виглядати більш моральною. Далі Альоша відносить Снєгірьову компенсацію від Дмитра, що стає порятунком для злиденного штабс-капітана. Також молодший Карамазов розмовляє з Лізою Хохлаковою, юною хворобливою дівчинкою, закоханою в нього, що фантазує про власні та чужі страждання.
Альоша прямує до шинку, де Іван міркує, що будь-яке благо марне, якщо за нього повинна пролитися хоча б сльозинка дитини. Іван розривається між любов'ю до Бога та ненавистю до світу. Іван переказує Альоші свою поему «Великий інквізитор», головний герой якої мріє перетворити людство на слухняне стадо. Невдовзі Смердяков натякає Івану, що з батьком може щось статися. Сподіваючись на смерть батька, Іван вирішує почекати результату в Москві.
Тим часом старець Зосима помирає. На розчарування багатьох, це не супроводжується яким-небудь дивом. Альоші ввижається старець, який хвалить його за розмову з Грушенькою, що переконала її повернутися до свого колишнього залицяльника в селище Мокре. Альоша переживає релігійний екстаз, бажаючи просити у всіх прощення та бути прощеним усіма.
Дмитро вирішує дістати більше грошей, ніж є в батька, щоб переманити Грушеньку. Він відвідує кількох купців, які відмовляють йому. Згаявши добу, Дмитро втішає себе тим, що Грушенька не була з Федором. Тоді його помічає камердинер Григорій, який запідозрив Дмитра у чомусь лихому. Вони б'ються, потім Дмитро їде в Мокре, шукаючи Грушеньку, що сприяє підозрам ніби він злочинець.
У Мокрому Дмитро зустрічає Грушеньку в постоялому дворі. Там же він програється в карти, але Грушенька вирішує, що все одно кохає його. Незабаром у Мокрому з'являються справник, слідчий та прокурор, звинувачуючи Дмитра у вбивстві батька. Невдовзі з'ясовується, що Федора вбив лакей Смердяков, але надихнули його на злочин слова Івана, що коли смерть остаточна, то не треба нічим себе обмежувати. Страждаючи від думки, що став причиною батькової смерті, Іван божеволіє. Йому ввижається диявол, який промовляє його власні слова. Іван обіцяє Смердякову взяти вину на себе. Вражений цим Смердяков віддає йому вкрадені в Федора гроші та вішається.
Катерина та Іван будують плани втечі Дмитра до Америки. Проте між нею та Грушенькою триває суперництво, Катерина не впевнена чи захищатиме Дмитра в суді. Дмитро ж під час побачення з Альошею висловлює бажання та готовність страждати, щоб очиститися від гріхів, які відчуває за собою. Іван бере на себе вину, але Катерина надає листа, де Дмитро згадував можливе вбивство батька, і цей доказ стає вирішальним. Місцевий прокурор та відомий столичний адвокат Фетюкович погоджуються, що Дмитро вбивця, хоча й визнають, що Федір був негідником. Вони також аналізують середовище, що зробило можливим цей злочин.
Після суду Дмитро хворіє, він та Катерина взаємно визнають, що не зможуть бути щасливі одне без одного, хоча між ними вже немає кохання. Катерина неохоче примирюється з Грушенькою.
Завершується роман похороном сина капітана Снєгірьова, що помер після хвороби. Альоша Карамазов виголошує промову, де закликає любити життя та робити його прекрасним.

## Персонажі
- Федір Павлович Карамазов
- Дмитро Карамазов (Дмитрий Карамазов)
- Іван Карамазов
- Альоша Карамазов
- Старець Зосима
- Грушенька Свєтлова (Грушенька Светлова)
- Катерина Іванівна
- Павло Смердяков (Павел Смердяков)

## Тематика
Провідна тема роману — очищення через страждання за провину, а передусім страждання духовні. Провина мається на увазі перш за все моральна. Так, Дмитро юридично невинний перед батьком, але відчуває провину моральну і впевнений, що за неї Бог карає Дмитра фізично — його відправляють на каторгу. Дмитро змирюється з цим, бо вважає, що заслужив покарання, навіть якщо слідство не дало достатніх підстав. Він іде на жертву, щоб спокутати не тільки свою провину особисту, а й колективну провину своїх близьких. Його протилежність — Іван, який не готовий взяти на себе таку ж велику відповідальність. Іванова позиція полягає в тому, що кожна дія чимось зумовлена, він приймає тільки покарання за те, що зробив особисто. Альоша приходить до тих же висновків, що Дмитро, але тільки тоді, коли розчаровується в очікуванні дива після смерті Зосими. «Брати Карамазови» піднімають таким чином також проблему співучасті в злі та ставлять питання як його можна перемогти, якщо на спокуту наважуються лише окремі люди. Достоєвський вбачає вихід у прощенні інших.
Багато подій роману стосуються проблеми теодицеї — співіснування доброго Бога та зла. Апогею вона досягає в «Легенді про великого інквізитора». За її допомогою Іван провокує брата Альошу погодитися, що своїх мучителів не можна простити. Іван відкидає ідею про милосердного Бога, який може простити грішних людей. В його баченні Бог повинен покарати грішників рівною мірою, а отже фактично всіх. Свобода для Івана несумісна з Богом, бо вільні люди, як він вважає, неминуче вчинятимуть зло і заслуговують знищення. Звідси висновок, що праведність марна і насправді можна все. Засуджуючи сучасну йому мораль, відкидає свободу і Зосима. Старець проголошує, що свободу його сучасники розуміють як постійне збільшення потреб, він упевнений, що це шлях не розвитку, а самогубства.
Братів Карамазових можна розуміти як відображення всього людства, що прагне спілкування з Богом, але збивається на цьому шляху й піддається спокусам. Оскільки людина в біблійній оповіді створена за подобою Бога, троє законних синів Федора постають відповідниками Божественної Трійці та кожен по-своєму прагне повернутися до Бога. Четвертий брат, Смердяков, відтіняє їх, уособлюючи людину, цілком підкорену плотським бажанням, для якої не існує нічого духовного.
Достоєвський був прихильником почвенництва, головна ідея якого полягає в єднанні інтелегенції з простим селянським народом Росії, «почвою» (ґрунтом). У «Братах Карамазових» персонажі уособлюють різні хибні, на думку Достоєвського, шляхи розвитку Росії. Достоєвський критикує за їх допомогою занепадницьку еліту, анархізм, просвітницький раціоналізм. Альоша ж утілює відродження шляхом об'єднання людей через страждання.
Саме Достоєвський був автором поняття «російська ідея» (русская идея), що трактує рівність усіх людей перед Богом як підставу до їх об'єднання під російською владою. Політичні обставини мали суттєвий вплив на сюжет і образ братів Карамазових. Іван втілює самого Достоєвського в молодості, коли він дотримувався атеїстичних поглядів і критикував монархію. Відбувши каторгу, Достоєвський став розглядати колонізацію Росією сусідніх слов'янських земель як «братські обійми», а тодішню польську боротьбу за незалежність як «родинну зраду». Польське питання він прямо згадує в «Братах Карамазових». У 1876 році князівства Сербія та Чорногорія оголосили війну за незалежність від Османській імперії. Наступного року Росія приєдналася до конфлікту, сподіваючись використати сплеск балканського націоналізму в Туреччині, щоб повернути територію, втрачену під час Кримської війни. У «Щоденнику письменника» Достоєвський описав втручання Росії як акт братерства, «новий хрестовий похід» для захисту «слов'янських братів» від «магометанського варварства».

## Сприйняття
Романіст Джон Голсуорсі описував свої враження про роман: «Звичайно, місцями дивовижний; але Боже мій! — яка незв'язність і багатослів'я, і які монстри вилазять з нір, щоб змусити вас здригнутися».
Французький дипломат і літературний критик Ежен де Вог описав роман «Брати Карамазови» як аналіз метафізичних властивостей, притаманних «російській душі» і незнайомих «західній людині».
Зигмунд Фрейд назвав «Братів Карамазових» «найчудовішим романом, коли-небудь написаним» і розглядав його з точки зору Едіпового комплексу. У 1928 році Фрейд опублікував статтю «Достоєвський і батьковбивство», в якій досліджував неврози самого Достоєвського. На думку Фрейда, четверо братів втілюють автора, поділяючи бажання посісти місце батька в родині, вбивши його. І це бажання спричиняє почуття провини, яке гнітить їх і яке вони прагнуть кожен по-своєму компенсувати. Фрейд вважав, що найвиразніше такою компенсацією в житті Достоєвського стала його тяга до азартних ігор.
Ленін з презирством ставився до творчості Достоєвського та після «Бісів» і почавши читати «Братів Карамазових», покинув роман, зазначивши: «Зміст цих обох пахучих творів мені відомий, для мене цього достатньо. „Братів Карамазових“ почав читати і кинув: від сцен у монастирі знудило».
Як писав російський письменник і релігійний мислитель Дмитро Мережковський, який жив у еміграції після Жовтневого перевороту, Достоєвський «заразив» наступних російських літераторів передчуттям апокаліпсису та привів до ідеї створення нової релігії, заснованої на «любові до землі». Носіями нової релігійної свідомості, у трактуванні критика, постають старець Зосима та Альоша, а Іван ставить запитання, відображаючи міркування самого Достоєвського про «всесвітнє призначення православ'я». Проте, Достоєвський, почавши міркування, не перейшов до «нової релігійної дії», а вигаданий ним лиходій Великий інквізитор почасти є самим автором. На думку Мережковського, роман, ставши «дзеркальним лабіринтом» ідей, повним протилежностей і звідки немає виходу, підкорив собі життя автора, тому Достоєвський і помер, відчуваючи, що більше не зможе нічого сказати.
Радянський літературознавець Наум Берковський вважав, що Достоєвський у «Братах Карамазових» підводив підсумки XIX століття в Росії та критикував реформи 1860-х років. Письменник проголошував неможливість земної радості без вкладення спільної праці в «матір-землю», від якої люди відчужуються, розуміючи її лише як джерело економічної вигоди.
Філософ Микола Бердяєв називав Достоєвського «пророком російської революції», оскільки той «виявив, що російська революційність є феномен метафізичний і релігійний, а не політичний і соціальний. Він оголив стихію російського нігілізму та російського атеїзму, цілком своєрідного, несхожого на західний».
Японський літературознавець і перекладач роману японською Камеяма Ікуо оцінив «Братів Карамазових» як твір, який варто читати людям з життєвим досвідом після віку 40 років. На думку дослідника, ті, хто самі мають дітей, будуть позитивніше ставитися до Федора Карамазова.
Згідно з оглядом Дженніфер Вілсон у тижневику «The New Yorker», роман наповнений зібраннями судових протоколів, агіографій, любовних листів, тостів, пісень, юридичних і духовних зізнань. Диво «Братів Карамазових» полягає в тому, що цей «какофонічний роман» звертає увагу на різні точки зору. Кожен відступ стає ключовим у справі, кожен забутий персонаж викликається на суд. Увага Достоєвського до другорядних людей — бідних, хворих, сиріт — здобула йому прихильників навіть серед радикалів, яких він відкидав. У той же час тема фальшивого братерства проходить крізь роман і на перший погляд варте схвалення «єднання» Карамазових можна розуміти як обман. Брати мають дуже прагматичний мотив хотіти вбити батька та усунути одне одного. Адже без Дмитра та Павла решта двоє братів поділять батьковий спадок між собою. Братерство, на думку оглядачки, стало, по суті, ідеальним вмістилищем найпотворніших ідей Достоєвського, забезпечуючи, як сказав його біограф Джозеф Франк, «морально привабливий фасад для російського імперіалізму».
Українська літературознавиця Тетяна Калитенко на сайті «Суспільне. Культура» відгукнулася про «Братів Карамазових» у контексті нещодавнього повномастштабного російського вторгнення, порівнюючи персонажів із типажами сучасних росіян. Хоча вбивство скоїв Смердяков, а вину взяв на себе Дмитро, винні всі четверо братів Карамазових. Одні — своїми діями (як Дмитро та Павло), інші — словами (як Іван) або бездіяльністю (як Альоша, якого можна порівняти з російськими опозиціонерами-втікачами). Дмитро шукає виправдання своєму становищу, в яке потрапив через власну недалекоглядність. Іван прагне до приземлених благ, для чого вигадує піднесені підстави. Альоша, який постає найпозитивнішим персонажем, усе розуміє, але своїм невтручанням дозволяє злу ставатися. Павло Смердяков лишається інструментом здійснення зла, готовим прийняти будь-яку ідею та втілити її, подібно до солдата — виконавця наказів.

## Вплив
Франц Кафка називав себе і Достоєвського «кровними родичами» і був надзвичайно зацікавлений ненавистю, яку брати демонстрували до свого батька в романі. Ймовірно, він знайшов паралелі зі своїми напруженими стосунками з батьком і певною мірою спирався на цю тему у своїх творах, особливо в оповіданні «Суд». Кафці також близька тема відповідальності та провини, прихованого боку особистості.
Від персонажа роману Павла Смердякова отримало назву явище «смердяковщина» — крайній цинізм і нігілізм, впевненість у вседозволеності, нехтування цінностями власної соціальної групи задля задоволення особистих потреб. Російський філософ Микола Бердяєв описував Смердякова як росіянина, що ненавидить Росію та інших росіян, чинить над ними насильство; відкидає свій зв'язок із батьками, вчителями та минулим у цілому. Подібне поняття — «карамазовщина» — крайній ступінь безвідповідальності та цинізму («все дозволено»).
Завдяки роману виник крилатий вислів «Якщо Бога нема, то все дозволено» (рос. Если Бога нет, то всё позволено). Проте в «Братах Карамазових» він відсутній і тільки узагальнено відображає міркування Івана Карамазова, які в різних місцях переказують різні персонажі.
«Братів Карамазових» багато читав філософ Людвіг Вітгенштейн і знав цілі уривки з книги напам'ять. Мартін Гайдеггер називав ідеї Достоєвського одним із найважливіших джерел для своєї ранньої та найвідомішої книги «Буття і час».
Сталін читав «Братів Карамазових», роблячи чимало поміток на полях сторінок і підкреслень у тексті. Особливий інтерес він проявляв до слів старця Зосими. З позначок можна зробити висновок, що Сталіна турбувала проблема удаваних лестощів і стосунків держави з церквою.
«Брати Карамазови» — назва українського рок-гурту, що виконує пісні російською мовою, заснованого 1990 року.

## Головні адаптації

### Кіно
- Брати Карамазови (1915, Братья Карамазовы, Російська імперія) — режисер Віктор Туржанський, фільм втрачено[27].
- Брати Карамазови (1920, Die Brüder Karamasoff, Німеччина) — режисери Карл Фройліх і Дмитро Буховецький[28].
- Убивця Дмитрій Карамазов (1931, Der Mörder Dimitri Karamasoff, Les frères Karamazoff, Німеччина), режисер Федір Оцеп — фільм створено у франко- та німецькомовній версіях з різними акторами для кожної[29].
- Брати Карамазови (1947, I fratelli Karamazoff, Італія) — режисер Джакомо Джентіломо[30].
- Брати Карамазови (1958, The Brothers Karamazov, США) — режисер Річард Брукс[31].
- Брати Карамазови (1969, Братья Карамазовы, СРСР) — режисери Іван Пир'єв, Михайло Ульянов і Кирило Лавров[32].

### Телебачення
- Брати Карамазови (1965, The Brothers Karamazov, Велика Британія) — режисер Алан Бріджес, телесеріал з 6-ти епізодів[33].
- Брати Карамазови (1969, Les frères Karamazov, Франція) — режисер Марсель Блюваль, телефільм[34].
- Брати Карамазови (2009, Братья Карамазовы, Росія) — режисер Юрій Мороз, телесеріал з 8-ми епізодів[35].
- Брати Карамазови (2013, カラマーゾフの兄弟, Японія) — телесеріал з 12-ти епізодів, дія перенесена до сучасної Японії[36].
- Сини Мохтара (2020, ولاد المختار, Марокко) — режисер Набіль Аюш, телесеріал з 30-ти епізодів, дія перенесена до сучасного Марокко[37].